# ستيبان بانديرا
ستيبان أندريوفيتش بانديرا (بالأوكرانية:Степан Андрійович Бандера)، ولد في 1 يناير 1909 وتوفي في 15 أكتوبر 1959، هو سياسي أوكراني وقائد من قواد الحركة الوطنية في أوكرانيا.وكان بانديرا زعيماً لتنظيم القوميين الأوكرانيين الذي كان عبارة عن منظمة قومية أنشئت في النصف الأول من القرن العشرين حيث قاتلت في البداية ضد البولنديين ثم تحالفت مع ألمانيا النازية ضد الاتحاد السوفياتي وتم حظرها ابان الحكم السوفياتي وكانت تسعى لاستقلال أوكرانيا .

## نشاطه قبل الحرب العالمية الثانية

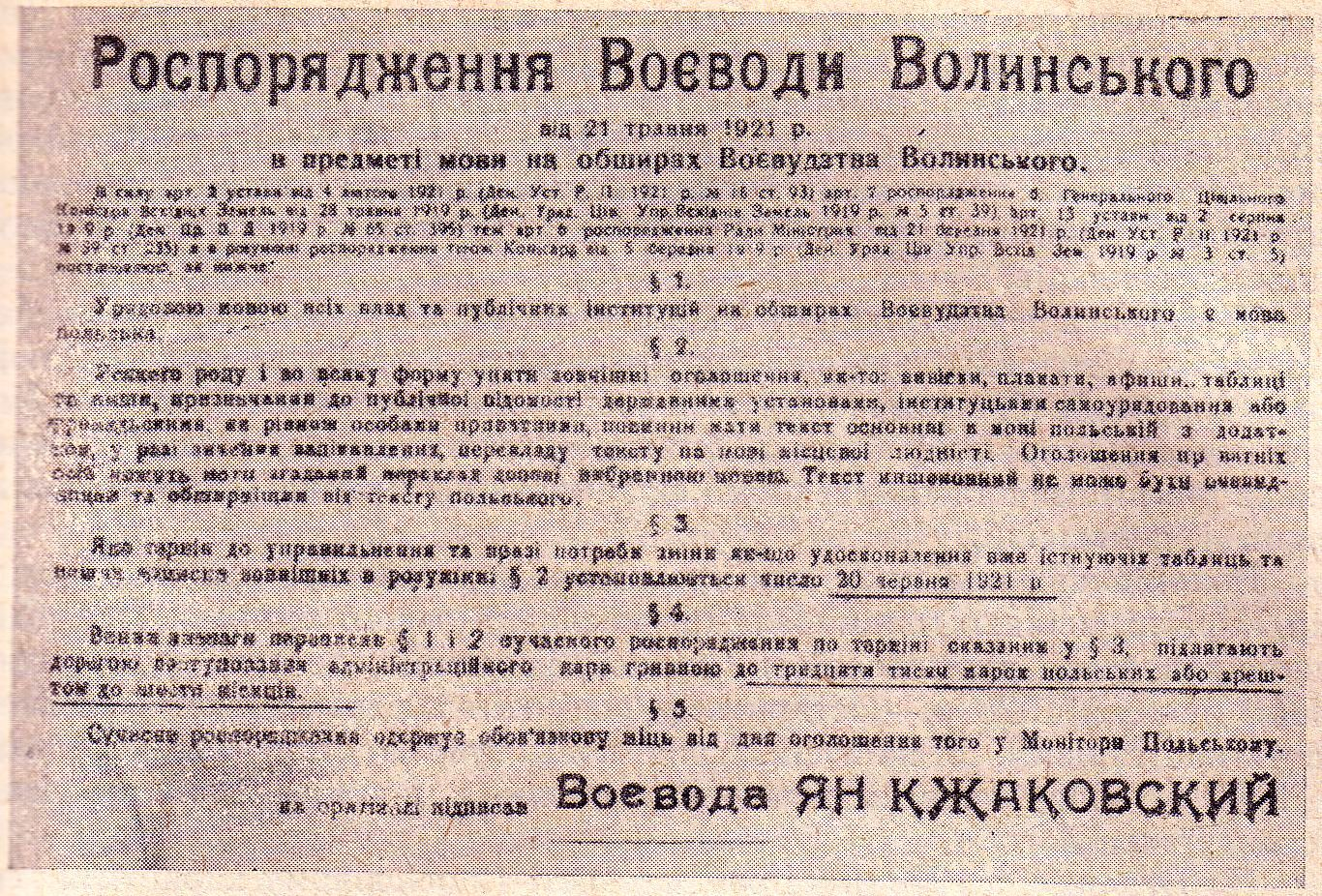
Sign pronouncing Polish as the official language in the Wołyń Voivodeship, 1921. Copy written in Ukrainian.

## نشاطه بعد الحرب العالمية الثانية
انظر إلى دائرة الاستخبارات الاتحادية الألمانية.

## وفاته
أغتيل ستيبان بانديرا في 15 أكتوبر سنة 1959 في ميونيخ عاصمة ألمانيا، وذلك بعد أن رُش بغاز السيانيد. دُفن في إحدى مقابر ميونيخ.
بعد مرور سنتين بعد وفاته، في السابع عشر من نوفنبر 1961، أعلنت المؤسسات القضائية الألمانية أن قاتل بانديرا هو عميل سابق للكي جي بي يدعى بوهدان ستاشينسكي.

## ارثه

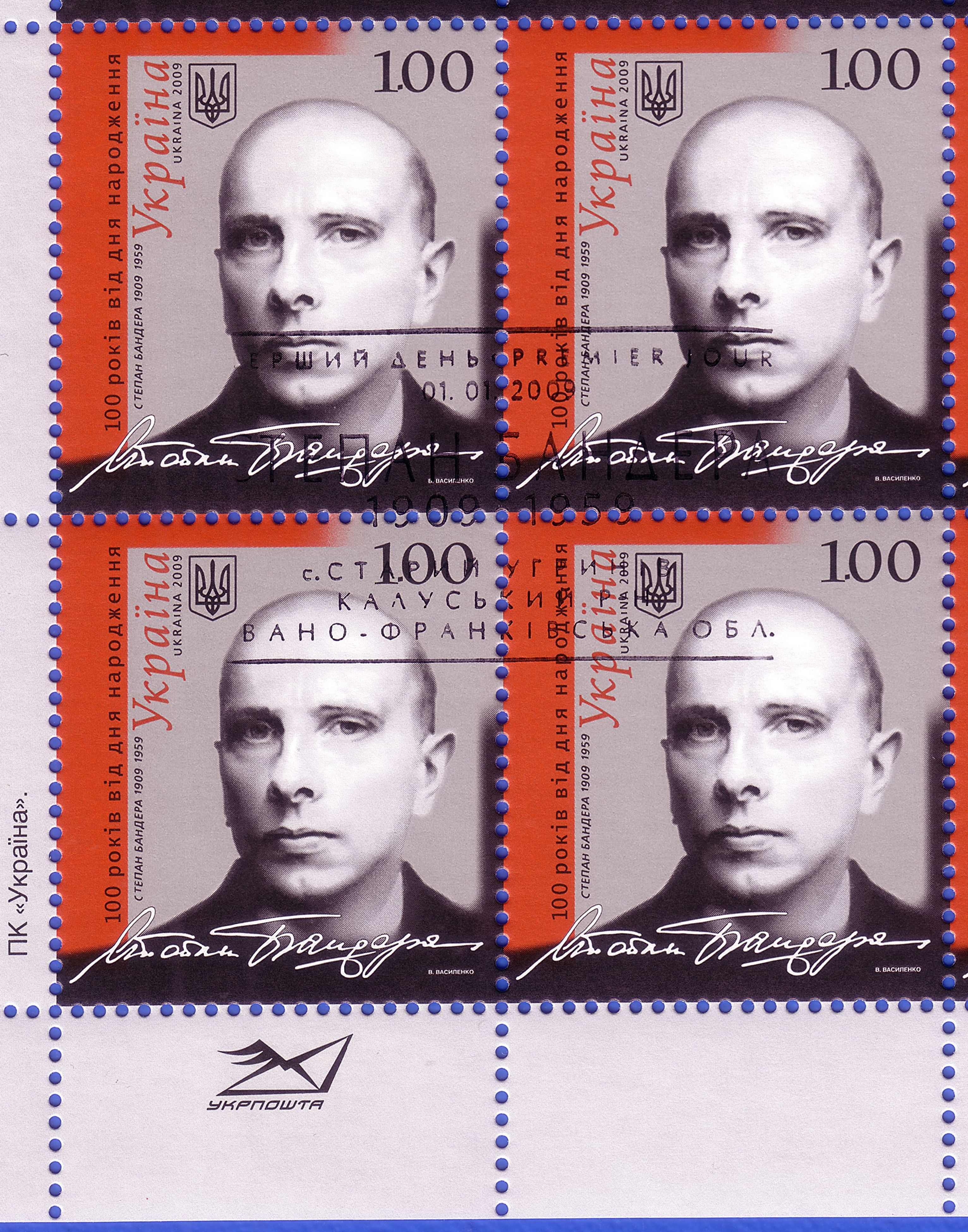
Ukrainian postal stamp commemorating the centennial of Bandera's birth

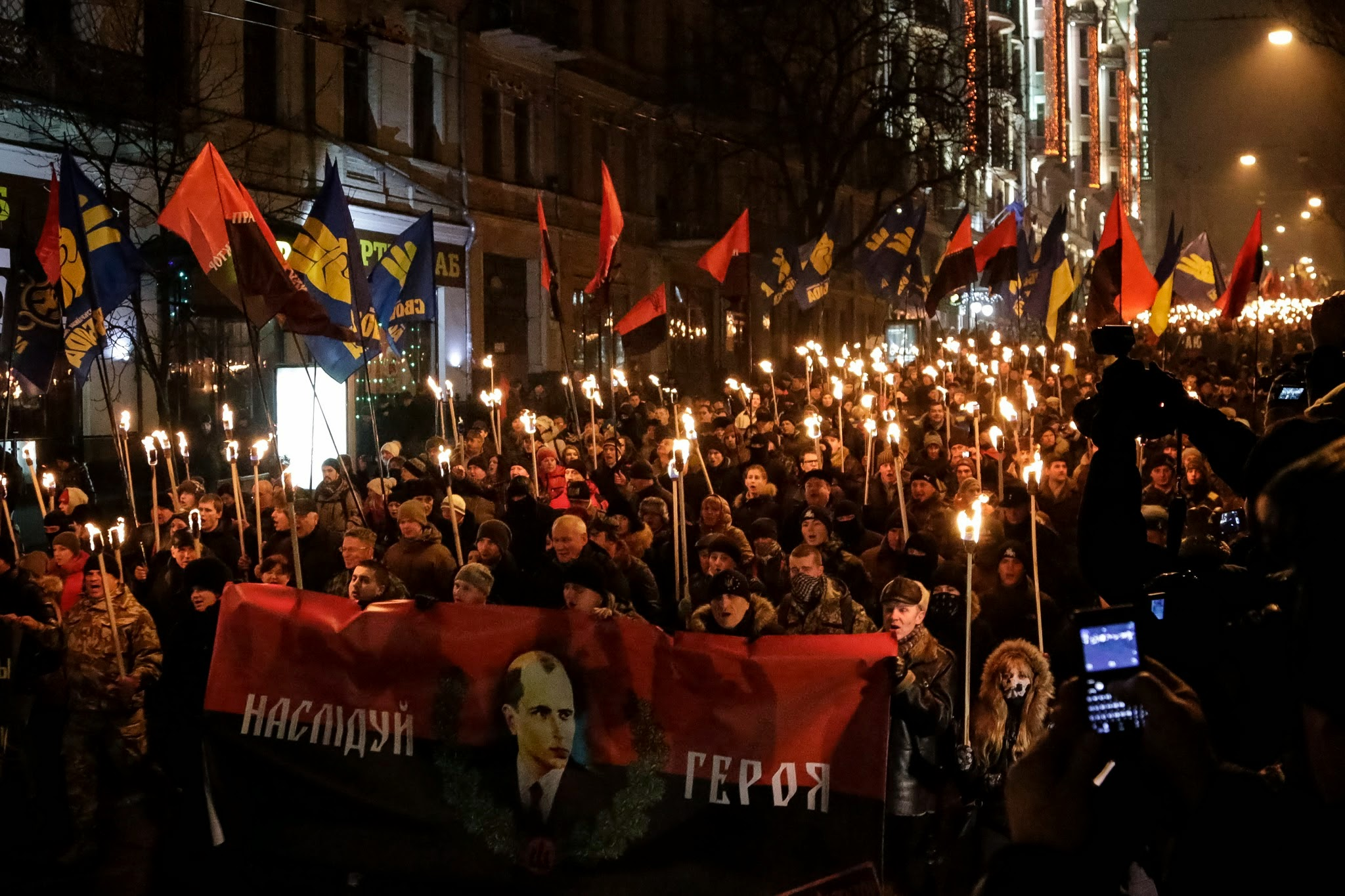
الوطنيون الأوكرانيون يسيرون في كييف في الأول من يناير عام 2015

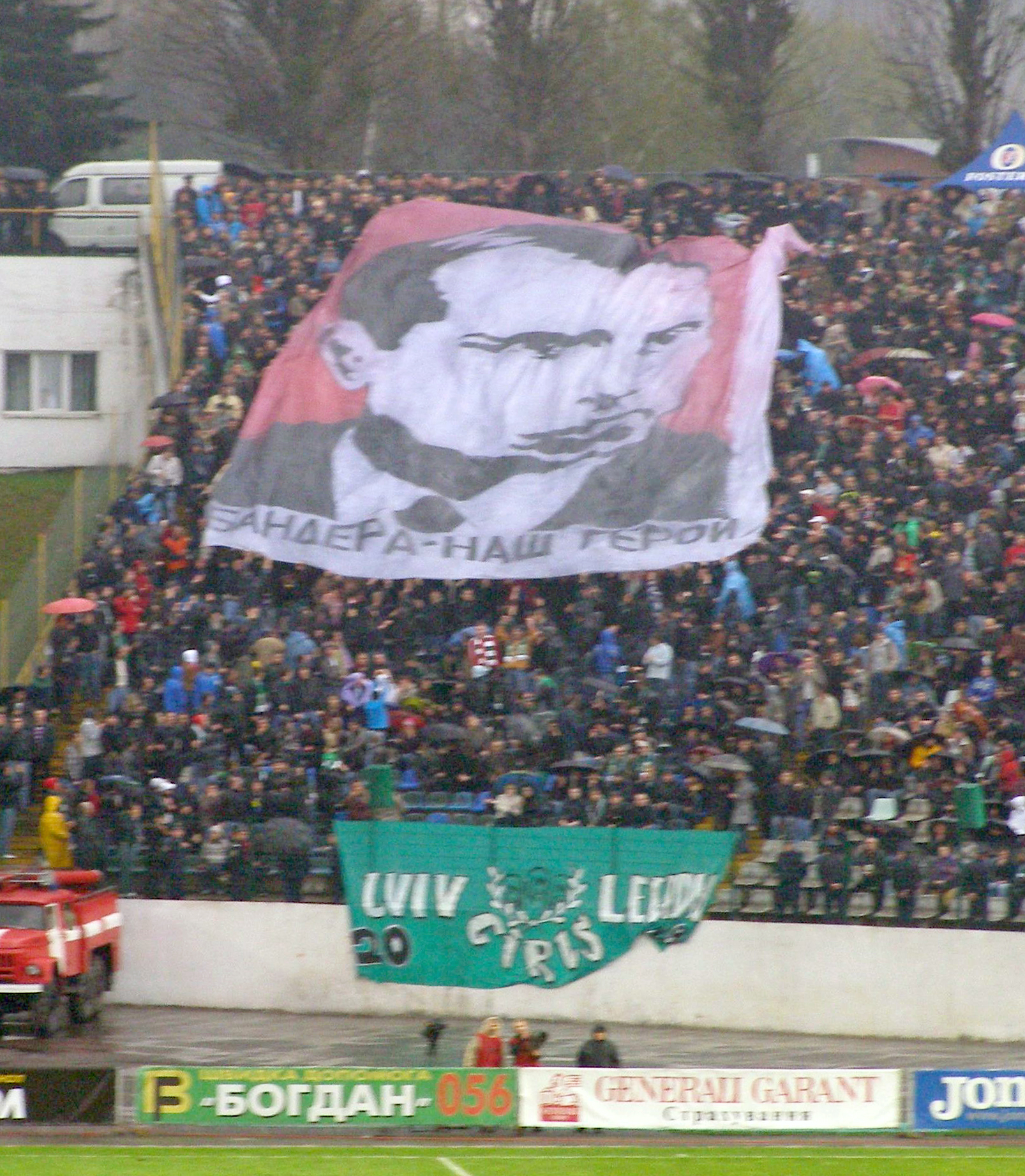
مشجعون لفريق كرة القدم لمدينة لفيف يرفعون لافتة خلال مقابلة مع فريق دونيتسك كُتب عليها : بانديرا بطلنا (Бандера - наш герой).

ألغى الرئيس الأوكراني المخلوع الموالي لروسيا فيكتور يانوكوفيتش مرسوما يقضي بمنح ستيبان بانديرا لقب بطل أوكرانيا كان قد أصدره سلفه الرئيس الأسبق الموالي للاتحاد الأوروبي فيكتور يوشتشينكو، وقد صاحب ذلك احتجاجات عارمة نظمها القوميون الأوكرانيون. وبعد ثورة الميدان المدعومة غربيا تمت إعادة الاعتبار له بطلا قوميا.

## روابط خارجية
- ستيبان بانديرا على موقع IMDb (الإنجليزية)
- ستيبان بانديرا على موقع الموسوعة البريطانية (الإنجليزية)
- ستيبان بانديرا على موقع مونزينجر (الألمانية)